# Vítor Gamito
Vítor Manuel Gamito Gomes, nacido el 21 de abril de 1970 en Lisboa, es un ciclista portugués. Fue profesional de 1992 a 2004 y consiguió imponerse en el Campeonato de Portugal en Contrarreloj en 1999 y en el año 2000. Su victoria más destacada la consiguió al vencer la general final de la Vuelta a Portugal del 2000 tras haber quedado segundo en otras ediciones hasta en cuatro ocasiones (1993, 1994, 1997 y 1999).
En 2005 se convirtió en director deportivo de la formación Riberalves - GoldNutrition que dirigió durante dos temporadas.
Actualmente compite en pruebas de 'MTB' con importantes resultados. Campeón Master en la Milenio Titan Desert 2011, Campeón de la TransPortugal Garmin Race en 2012 y 2013 y la Douro Bike Race 2013 en categoría Master, a lo que habría que sumar una destacada participación en la Brasil Ride 2014 en la que se vio obligado a abandonar cuando iba líder de la categoría.
En noviembre de 2013, animado por los buenos resultados en el exigente ciclismo de montaña, anunció su intención, sin abandonar las pruebas de MTB, de regresar a la competición de carretera en la Vuelta a Portugal de 2014 con el equipo LA Aluminios-Antarte.

## Palmarés
1993
- Gran Premio Jornal de Noticias, más 2 etapas
- 1 etapa de la Vuelta a Portugal

1994
- Vuelta al Algarve, más 2 etapas
- 2 etapas del Gran Premio Jornal de Noticias
- 1 etapa de la Vuelta a Portugal

1995
- 1 etapa del Trofeo Joaquim Agostinho
- 2 etapas de la Vuelta a Portugal

1998
- 1 etapa del Gran Premio Jornal de Noticias
- 1 etapa del Trofeo Joaquim Agostinho
- 2.º en el Campeonato de Portugal Contrarreloj

1999
- Campeonato de Portugal Contrarreloj
- 1 etapa de la Vuelta a Portugal

2000
- Campeonato de Portugal Contrarreloj
- Vuelta a Portugal, más 1 etapa

2003
- 1 etapa de la Vuelta a Portugal
- 1 etapa de la Vuelta al Alentejo

2011
- Milenio Titan Desert, Campeón categoría Master (MTB)

2012
- TransPortugal Garmin Race (MTB)

2013
- TransPortugal Garmin Race (MTB)
- Douro Bike Race, Categoría Master (MTB)

2015
- Campeón Master 40 Andalucía Bike Race (Equipo con José Rosa)
- 4.º Master 40 Absa Cape Epic (Equipo con José Rosa)